# Прапор Літинського району
Пра́пор Лі́тинського райо́ну — офіційний символ Літинського району Вінницької області, затверджений 14 листопада 2007 року рішенням сесії Літинської районної ради.

## Опис
Прапор являє собою прямокутне полотнище зі співвідношенням сторін 2:3 та складається з трьох горизонтальних смуг: синьої, жовтої та зеленої у співвідношенні 2:1:1. З боку древка на верхньому полі розміщено жовте шістнадцятипроменеве сонце з людським обличчям.

## Символіка
Основні елементи прапора символізують таке:
- Синій та жовтий кольори запозичені з прапора України і символізують мирне небо та золоті хлібні ниви, відповідно.
- Зелений колір є ознакою лісів Літинщини, її багатої природи.
- Традиційне подільське сонце уособлює належність району до Поділля.